# Lijst van voetbalinterlands Bonaire - Curaçao
Deze lijst van voetbalinterlands is een overzicht van alle officiële voetbalwedstrijden tussen de nationale teams van de Bonaire en Curaçao. De landen speelden 3 keer tegen elkaar op de verschillende edities van het ABCS-toernooi. Doordat Bonaire geen lid is van de FIFA, worden deze wedstrijden niet door de FIFA erkend.

## Wedstrijden
| Nr. | Plaats     | Datum           | Competitie        | Wedstrijd         | Uitslag |
| --- | ---------- | --------------- | ----------------- | ----------------- | ------- |
| 1   | Paramaribo | 2 december 2011 | Vriendschappelijk | Curaçao − Bonaire | 1 − 3   |
| 2   | Oranjestad | 15 juli 2012    | Vriendschappelijk | Curaçao − Bonaire | 9 − 2   |
| 3   | Paramaribo | 1 februari 2015 | Vriendschappelijk | Curaçao − Bonaire | 4 − 1   |

## Samenvatting
| Competitie        | Totaal gespeeld | Winst Bonaire | Gelijk | Winst Curaçao | Doelsaldo Bonaire – Curaçao |
| ----------------- | --------------- | ------------- | ------ | ------------- | --------------------------- |
| Vriendschappelijk | 3               | 1             | 0      | 2             | 6 − 14                      |
| Totaal            | 3               | 1             | 0      | 2             | 6 − 14                      |

FFK · A-internationals · Curaçaos vrouwenelftal · Olympisch elftal
2011 – 2019 ·
2020 – 2029
2011 · 
2012 · 
2013 · 
2014 · 
2015 ·
2016 ·
2017 ·
2018 ·
2019 ·
2020 ·
2021 ·
2022 ·
2023 ·
2024 ·
2025
Amerikaanse Maagdeneilanden ·
Antigua en Barbuda ·
Argentinië ·
Aruba ·
Bahrein ·
Barbados ·
Bolivia ·
Britse Maagdeneilanden ·
Canada ·
Colombia ·
Costa Rica ·
Cuba ·
Dominicaanse Republiek ·
El Salvador ·
Grenada ·
Guatemala ·
Guyana ·
Haïti ·
Honduras ·
India ·
Indonesië ·
Jamaica ·
Kazachstan ·
Mexico ·
Montserrat ·
Nieuw-Zeeland ·
Nicaragua ·
Panama ·
Puerto Rico ·
Qatar ·
Saint Kitts en Nevis ·
Saint Lucia ·
Saint Vincent en de Grenadines ·
Suriname ·
Trinidad en Tobago ·
Verenigde Staten ·
Vietnam